# 火箭实验室1号发射复合体
火箭实验室1号发射复合体（英語：Rocket Lab Launch Complex 1，也称作Mahia Launch Complex或Spaceport）是一个商业航天发射中心，位于新西兰北島东海岸的瑪希亞半島。由私人航天公司火箭实验室拥有和运营，以支持该公司的电子号火箭的发射。该设施于2016年9月26日正式开业，2017年5月25日首次尝试发射电子号火箭，成为第一个进行轨道发射尝试的私人航天中心，也是新西兰首次进行轨道发射尝试的场所。2018年1月21日，电子号火箭正式发射升空，成为历史上第一个成功进行轨道发射的私人航天发射中心。

## 位置
太空港位于新西兰瑪希亞半島南端的一处位置，该半岛属于北岛东海岸的霍克湾大区。发射场地是一个三面被悬崖围绕的高地，海拔104米（341英尺），仅有北面有一条道路与半岛连接起来，最近的小镇在发射场西北部50公里（31英里）处。

## 场地详情
目前太空港有一个50吨（49长吨，55短吨）的发射平台和发射塔，以及电子号火箭的机库和储存液氧、煤油的存储设施。从2017年5月开始的发射测试阶段，禁区为发射台半径8公里（5英里），在商业化运营后，禁区可能进一步缩小。

## 历史
火箭实验室于2015年7月1日宣布，选择新西兰南岛坎特伯雷附近一处位置作为火箭发射场，但由于开发申请许可的延误，最终选择了北岛的瑪希亞半島。此外，瑪希亞半島基地发射许可为30年，最多每72小时发射一次，而南岛的许可为最多每月发射一次。

### Pad A
火箭实验室于2017年5月25日在Pad A进行首次试飞，代号“It's a Test”。火箭未能达到预期的300～500公里的太阳同步轨道，只达到了约250公里。
第二次发射于2018年1月21日进行，成功进入轨道。

### Pad B
2019年12月19日，火箭实验室宣布已经开始建造第二个发射台LC-1B，以满足发射速度提升的需求。2022年2月28日，首次用于“猫头鹰之夜继续”发射任务。